# Jaurés Lamarque Pons
Pour les articles homonymes, voir Lamarque et Pons.
Jaurés Lamarque Pons, né à Salto le 6 mai 1917 et mort le 11 juin 1982 à Montevideo, est un compositeur et pianiste uruguayen.

## Biographie
Jaurés Lamarque Pons, deuxième enfant du couple fondé par Enrique Lamarque et María Eulalia Pons, débute à l'âge de 8 ans des études de violon avec le directeur de la compagnie municipale de la ville de Salto, Agides Monetti.
A l'âge de 17 ans, il se rend à Montevideo pour approfondir ses connaissances musicales avec le maître Guillermo Kolischer. A 22 ans, pour travailler, il devient pianiste au Capitol Dancing, un cabaret de la rue Ituzaingó de Montevideo.
En 1940, il intègre le Café Tabarís de cette même ville en tant que membre de l'orchestre de Luis Caruso.
La suite de Ballet según Figari est sa première œuvre remarquée. dans laquelle il mélange les styles européens et américains, influencé, notamment, par les tamboriles. 
En 1968, il réalise pour la télévision Un piano en la noche et à partir de 1969, il travaille avec plusieurs personnalités, comme Lolita Torres, Sofía Bozán, Hugo del Carril, Elvira Rios et Jean Sablon. Il est reconnu pour son style combinant plusieurs styles de musique, classiques et populaires.

## Postérité
Une rue du Prado de Montevideo est nommé en sa mémoire (arrêté de la départemental de Montevideo Nº27.025 du 7 mars 1996).

## Œuvre

### Œuvres pour piano
- Aires de milonga (1943).
- Pequeña suite de danzas (1949).
- Tema et varaciones (1950).
- Deux invenciones (1950).
- Tres Fugas (1950).
- Fantasía (1950).
- Rondó (1952).
- Sonata N°1 (1952).
- Sonata N°2 (1953).
- Rítmica De tango (1965).
- Les siete notas de la escala (1976).
- Siete temas de tango (1979).